# Ацетилен
Ацетиленът (наименование по IUPAC: етин), C2H2, е въглеводород, първи в хомоложния ред на алкините. Той е най-ненаситеният алкин, тъй като се състои само от два водородни и два въглеродни атома.
При нормални условия е газ без цвят и миризма, малко разтворим е във вода и е малко по-лек от въздуха. При контакт на калциев карбид с вода или разредени киселини се протича бурна реакция, при която се отделя газ ацетилен C2H2.

## Получаване
- Лабораторен метод – от калциев карбид (CaC2)

За първи път е получен от Едмънд Дейви през 1836 г.
И лабораторно, и в практиката може да се получи при взаимодействие на калциев карбид (CaC2) и вода (H2O). Самият ацетилен няма особен мирис, но техническият, получен от калциев карбид мирише слабо на чесън. Това се дължи на онечиствания от напр. фосфин.
CaC2 + 2H(OH) → HC≡CH + Ca(OH)2
- Индустриален метод

Чрез при пиролиза на различни петролни фракции при температури около 2000 °C.
2CH4 → HC≡CH + 3H2
Директен синтез от въглерод и водород във волтова дъга (3000 °C), но този метод няма индустриално значение. При дехидрогенирането на етилен също се получава ацетилен. Двойното дехидрохалогениране (отнемане на две молекули халогеноводород от дихалогеноалкани) със силни основи (напр. натриев амид), е алтернатиен метод за получаването на ацетилени.

## Свойства
Благодарение на тройната връзка типични реакции за ацетилена (както и за всички останали алкини) са присъединителните реакции. При присъединяването на халогени, вода или водород се получават съответно халогеноалкани, алкеноли (напр. етенол (винилов алкохол) и индиректно неговият изомер ацеталдехид), етен (етилен). При реакция с разтвор на метални соли се получават напр. неразтворимите сребърен ацетилид и меден ацетилид, които имат експлозивен характер. С помощта на катализатори ацетиленът може да се циклизира до циклооктатетраен или стирол.
Възможна е полимеризацията до полиетин, от който се получават органични полупроводници.

## Приложение
При изгарянето на ацетилен се отделя повече енергия, отколкото при изгарянето на аналогични алкани или алкени. При това се достигат температури до 3000 °C, при които желязото/стоманата се стапя. Ацетилена се използва в т.нар. ацетиленова горелка (оксижен).
Ацетилена е основна суровина в химическата промишленост, като от него се получават най-разнообразни продукти. При халогениране или хидрохалогениране се получават различни фреони, винилхлорид (мономера на поливинилхлорида, PVC) и др. Присъединяването на оцетна киселина дава винилацетат, изходна суровина за получаването на поливинилацетат. Други продукти, които могат да се получат от ацетилен са например: оцетна киселина, акрилова киселина, бутандиол, неопрен, хлоропрен, бутадиен, акрилнитрил, ацеталдехид, бензол и мн. други
В миналото се е използвал като упойващо вещество, в смес с 60 % кислород.
Преди втората световна война ацетилена е имал значението, което има в днешно време етилена за химическата индустрия. Постепенно е бил изместен, тъй като етилена се получава по-евтино при обработката на различните петролни фракции.